# Tallinnellina
Tallinnellina is een geslacht van uitgestorven kreeftachtigen uit de klasse van de Ostracoda (mosselkreeftjes).

## Soorten
- Tallinnellina divelata Sarv, 1963 †
- Tallinnellina erratica (Krause, 1889) Jaanusson, 1957 †
- Tallinnellina lanceolata (Hessland, 1949) Jaanusson, 1957 †
- Tallinnellina mjoesensis (Henningsmoen, 1953) Ivanova, 1979 †
- Tallinnellina murus Schallreuter, 1993 †
- Tallinnellina palmata (Krause, 1889) Sarv, 1959 †
- Tallinnellina primaria (Oepik, 1935) Jaanusson, 1957 †
- Tallinnellina sarvi Ivanova, 1970 †
- Tallinnellina teres (Hessland, 1949) Jaanusson, 1957 †
- Tallinnellina viridis Schallreuter, 1993 †